# Command & Conquer: Red Alert (gra komputerowa 2009)
Command & Conquer: Red Alert – komputerowa strategiczna gra czasu rzeczywistego z serii Command & Conquer wyprodukowana przez Electronic Arts i wydana 19 października 2009 roku.

## Rozgrywka
Gra zachowała podstawowe mechaniki serii Red Alert. Frakcje pozyskują środki z kopalni, za pomocą specjalnych pojazdów pozyskuje się kruszec, który następnie transportowany jest do rafinerii, która najczęściej lokowana jest naprzeciwko kopalni, w rafinerii natomiast kruszec przetwarzany jest na kredyty. Środki te pozwalają na budowę bazy wojskowej i pozyskanie wojska.
Gracze mają wybór pomiędzy dwoma frakcjami, Związkiem Radzieckim i Aliantami. Każda frakcja ma swoje unikalne jednostki i struktury. Command & Conquer: Red Alert zawiera w sumie 12 różnych map, które można wykorzystać w trybie potyczki.
Akcja gry toczy się krótko po wydarzeniach z Red Alert 2 – Yuri’s Revenge, przed porażką Armii Radzieckiej z Red Alert 3. Stąd obecność technologii takich jak czołg pryzmatyczny oraz niektóre struktury obronne.